# شبه‌جزیره یوگورسکی

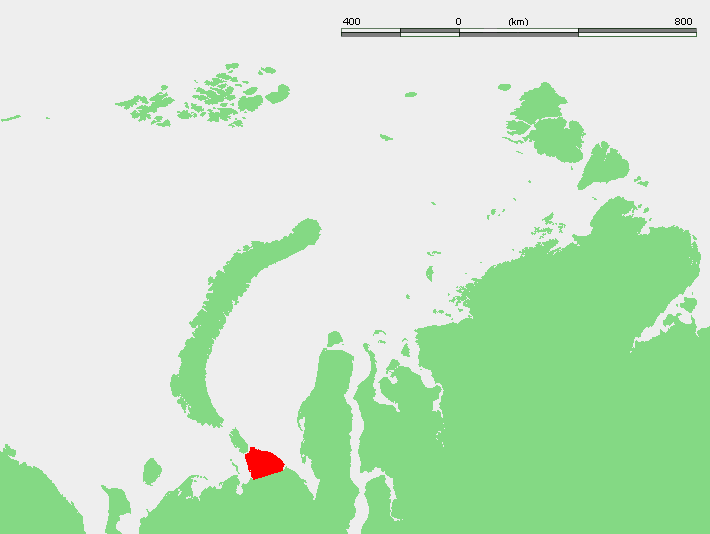
موقعیت شبه‌جزیرهٔ یوگورسکی بر روی نقشه

شبه‌جزیره یوگورسکی (به روسی: Югорский полуостров) شبه‌جزیرهٔ بزرگی در ناحیهٔ خودگردان ننتسیا در روسیه است. این شبه‌جزیره از غرب به خلیج خایپودیر در دریای پچورا و در شمال و شرق به خلیج بایداراتسک در دریای کارا محدود است. 
دریای کارا در مقایسه با دریای بارنتس که به‌نسبت جریان‌های گرم اقیانوس اطلس به آن وارد می‌شود بسیار سردتر بوده و بیش از ۹ ماه از سال یخ‌زده است. در نتیجه اغلب در بهار و پاییز، کرانه‌های شرقی شبه‌جزیرهٔ یوگورسکی یخ‌زده است در حالی‌که در کرانه‌های غربی آن هیچ یخی دیده نمی‌شود.
تنگه یوگورسکی و پس از آن جزیره وایگاچ در منتهی‌الیه شمال غربی شبه‌جزیرهٔ یوگورسکی قرار دارند. در منتهی‌الیه جنوب شرقی شبه‌جزیره نیز دهانه برخوردی کارا واقع شده‌است. 